# Salzburger Sparkasse
Die Salzburger Sparkasse Bank AG wurde 1855 gegründet und ist seit 1996 einhundertprozentige Tochter der Erste Bank. Im Jahr 1992 fusionierte die Salzburger Sparkasse mit der Sparkasse Braunau am Inn und 1993 mit der Sparkasse Mattighofen. Seitdem ist sie mit 41 Geschäftsstellen und 29 SB-Standorte nicht nur im Bundesland Salzburg, sondern auch im angrenzenden Oberösterreich vertreten.  Am 15. November 2024 wurde bekannt gegeben, dass die Salzburger Sparkasse mit der Erste Bank Oesterreich fusioniert wird. Die rechtliche Fusion wird im dritten Quartal 2025 stattfinden.

## Geschichte
Am 9. Dezember 1855 wurde die Salzburger Sparkasse gegründet. Von Salzburger Bürgern wurde ein „Gründungsverein“ ins Leben gerufen, der sich eine „Spar-Casse“ nach dem Wiener Vorbild der „Ersten Österreichischen Spar-Casse“ (gegründet 1819) zum Ziel gesetzt hatte. Am 1. Jänner 1856 nahm das erste Sparkassenlokal im Salzburger Rathaus seinen Geschäftsbetrieb auf. Ein Passus der Statuten lautet: „Kein Alter, kein Geschlecht, kein Stand, keine Nation ist von den Vorteilen ausgeschlossen, welche die Spar-Casse jedem Einlegenden anbietet.“ Bevor die Sparkassen gegründet wurden, standen Banken nur dem Staat, größeren Unternehmen und wohlhabenden Bürgern offen. Der Gründungsgedanke bleibt seit jeher unverändert.  

## Gemeinnützige Projekte
Die Stadt Salzburg hatte die Gründung einer Sparkasse von Beginn an unterstützt. Sechs Jahre nach der Gründung übernahm die Stadt die Vereinssparkasse, die damit für 130 Jahre zur Gemeindesparkasse wurde. In folge wurde ein Großteil der Überschüsse der Salzburger Sparkasse für gemeinnützige regionale Projekte zur Verfügung gestellt. So wurden beispielsweise die Salzburger Musikfeste, Vorläufer der Salzburger Festspiele, mit ihrer Hilfe ins Leben gerufen. Auch der Bau des Salzburger Landestheater 1893 und der Bau des Mozarteums 1910 wurden durch die Unterstützung der Salzburger Sparkasse realisiert. Die Gestaltung des Volksgartens als Freizeitpark für die Bevölkerung und der Ausbau von Schulen, Kindergärten, Kranken- und Pflegeanstalten wurde ebenfalls mit Mitteln der damaligen Gemeindesparkasse in Angriff genommen.

## Die Zweite Sparkasse in Salzburg
Die Initiative für Die Zweite Sparkasse kam von der ERSTE Stiftung. Eröffnet wurde die Zweigstelle in Salzburg der „Bank für Menschen ohne Bank“ im Jänner 2008. Diese wird von rund 50 aktiven und pensionierten Mitarbeiterinnen und Mitarbeitern der Salzburger Sparkasse ehrenamtlich geführt. Das Geschäftslokal und die Infrastruktur für den Betrieb stellt die Salzburger Sparkasse zur Verfügung.
Neben der Salzburger Filiale gibt es in Österreich noch sieben weitere Zweigstellen der Zweiten Sparkasse in Wien, Innsbruck, Klagenfurt, Dornbirn Villach und Graz. Die Zweite Sparkasse stellt ihre Services kostenlos für Kunden zur Verfügung, die aus unterschiedlichen Gründen in eine finanzielle Notlage geraten sind, und verhilft ihnen so zu einem wirtschaftlichen Neubeginn. Der Großteil der Zweite-Sparkasse-Kunden wird von der Schuldenberatung Salzburg vermittelt. Weitere Partner sind in Salzburg die Caritas und der Verein Neustart.